# Teresa Mora
Teresa Maria Sousa Araújo Pereira Mora, é uma socióloga portuguesa, doutorada em sociologia e investigadora no Centro Interdisciplinar de Ciências Sociais (CICS) da Universidade do Minho. Licenciada pelo Instituto Universitário de Lisboa, doutorou-se mais tarde em sociologia na Universidade do Minho, onde toma a carreira de professora universitária. Como investigadora, é conhecida pelo seu trabalho na área dos Estudos Utópicos. As suas pesquisas resultaram em diversas publicações que abordam essas temáticas interdisciplinarmente.

## Contribuições e Pesquisa
Conhecida pelos seus estudos na área dos Estudos Utópicos, na tese de doutoramento distanciou-se de uma visão normativa do conhecimento científico baseada no pressuposto de rutura entre os seus procedimentos metódicos e discursivos e aqueles que configuram o modo utópico do conhecimento. A sua tese de doutoramento rendeu-lhe uma publicação em livro, uma de várias que viria a publicar. Dentro da área, orientou-se para o estudo dos usos e significados que o termo “utopia” assume no contexto ocidental contemporâneo, tanto em produções científico-sociais e filosóficas quanto em produções artísticas.